# Aega urotoma
Aega urotoma là một loài chân đều trong họ Aegidae. Loài này được Barnard miêu tả khoa học năm 1914.